# Manuel Alcón
Manuel Alcón (* Buenos Aires- 1962) fue un actor de cine , músico y guitarrista argentino, de la era clásica.
Alcón comienza a actuar en filmes en 1937, realizando más de 30 apariciones entre ese año y hasta su deceso en 1962. Trabajó en  filmes como:  Almafuerte (1949),  Abuso de confianza en 1950. En teatro tuvo una vasta trayectoria y en la década de 1920 encabezó espectáculos de revistas.

## Filmografía

### Películas
| Año  | Película                     | Personaje               |
| ---- | ---------------------------- | ----------------------- |
| 1937 | Melgarejo                    | Liborio                 |
| 1938 | Con las alas rotas           | Mucamo                  |
| 1939 | ...Y los sueños pasan        |                         |
| 1940 | Un bebé de contrabando       |                         |
| 1941 | Hay que casar a Ernesto      |                         |
| 1941 | Fronteras de la ley          |                         |
| 1941 | En la luz de una estrella    |                         |
| 1941 | Yo quiero morir contigo      | Conserje                |
| 1942 | Su primer baile              |                         |
| 1942 | Bajó un ángel del cielo      |                         |
| 1942 | Una novia en apuros          |                         |
| 1944 | La importancia de ser ladrón |                         |
| 1945 | La pródiga                   |                         |
| 1945 | Llegó la niña Ramona         |                         |
| 1946 | Milagro de amor              |                         |
| 1947 | Nunca te diré adiós          |                         |
| 1947 | Cumbres de hidalguía         |                         |
| 1947 | Siete para un secreto        | Hombre en posada        |
| 1948 | Pasaporte a Río              | El francés              |
| 1948 | Historia de una mala mujer   |                         |
| 1949 | Don Juan Tenorio             |                         |
| 1949 | Historia del 900             | Sacerdote               |
| 1949 | Almafuerte                   |                         |
| 1950 | La vendedora de fantasías    |                         |
| 1950 | Toscanito y los detectives   | Sebastián (el camarero) |
| 1950 | Escuela de campeones         |                         |
| 1950 | La barra de la esquina       |                         |
| 1950 | Abuso de confianza           |                         |
| 1950 | La culpa la tuvo el otro     | Cartero                 |
| 1951 | Mi divina pobreza            |                         |
| 1951 | Cosas de mujer               |                         |
| 1951 | Llévame contigo              |                         |
| 1952 | Payaso                       |                         |
| 1952 | La parda Flora               |                         |
| 1952 | Malaire                      |                         |
| 1953 | Trompada 45                  |                         |
| 1954 | Yo soy el criminal           |                         |
| 1954 | Siete gritos en el mar       |                         |
| 1954 | Tren internacional           |                         |
| 1956 | La fierecilla domada         |                         |
| 1957 | Una viuda difícil            |                         |
| 1957 | Los amantes del desierto     |                         |
| 1960 | Obras maestras del terror    |                         |
| 1960 | El fantasma de la opereta    |                         |
| 1961 | Tiernas ilusiones            |                         |
| 1962 | El televisor                 |                         |
| 1962 | El mago de las finanzas      |                         |
| 1964 | Venus perseguida             |                         |

### Series
| Año  | Serie                 | Personaje | Otros detalles |
| ---- | --------------------- | --------- | -------------- |
| 1960 | La figura de cera     |           | Miniserie      |
| 1961 | Arsenio Lupín         |           | Miniserie      |
| 1961 | ¿Es usted el asesino? |           | Miniserie      |

### Teatro
- Colombo (1953), con la compañía de Juan Carlos Thorry y Analía Gadé.